# Sicydium gracile
Sicydium gracile là một loài thực vật có hoa trong họ Cucurbitaceae. Loài này được Célestin Alfred Cogniaux miêu tả khoa học đầu tiên năm 1878.